# Léon-Joseph Raymond
Pour l’article homonyme, voir Raymond.
Joseph-Léon Raymond, né le 30 juillet 1901 à Napierville et mort le 24 août 1993, est un notaire et homme politique fédéral du Québec.

## Biographie
Né à Napierville dans la région de la Montérégie, il étudie au Collège de  Saint-Rémi, au Séminaire de Joliette et à l'Université de Montréal où il obtient un Baccalauréat en arts. Devenu notaire, il est président de la commission scolaire de Maniwaki de 1938 à 1945.
Élu député du Parti libéral du Canada dans la circonscription fédérale de Wright en 1945, il est réélu dans Gatineau en 1949. Il démissionne en 1949 pour devenir greffier de la Chambre des communes.